# WTA Tour 1971
Die WTA Tour 1971 (offiziell: Virginia Slims Circuit und ILTF Pepsi Grand Prix) war eine Damentennis-Turnierserie.
Der Teamwettbewerb Federation Cup wird wie die Grand-Slam-Turniere nicht von der WTA, sondern von der ITF organisiert. Er wird dennoch aufgeführt, da die Spitzenspielerinnen auch dort in der Regel spielen.

## Turnierplan
| Kategorie              |
| ---------------------- |
| Grand Slam             |
| Virginia Slims Circuit |
| ILTF Pepsi Grand Prix  |
| Non-Tour Events        |

| Sonstige       |
| -------------- |
| Federation Cup |

### Dezember
| Datum 1 | Turnier                                                              | Siegerin                    | Finalgegnerin                   | Ergebnis      |
| ------- | -------------------------------------------------------------------- | --------------------------- | ------------------------------- | ------------- |
| 21.12.  | Federation Cup Finale Perth, Australien ITF                          | Gewonnen Australien         | Verloren Vereinigtes Königreich | 3:0           |
| 28.12.  | BP New Zealand Championships Christchurch, Neuseeland Non-Tour Event | Evonne Goolagong            | Betty Stöve                     | 6:1, 6:4      |
| 28.12.  | BP New Zealand Championships Christchurch, Neuseeland Non-Tour Event | Kathleen Harter Winnie Shaw | Gail Chanfreau Evonne Goolagong | 6:4, 4:6, 7:5 |

### Januar
| Datum 1 | Turnier | Siegerin                        | Finalgegnerin                            | Ergebnis      |
| ------- | --- | ------------------------------- | ---------------------------------------- | ------------- |
| 04.01.  | British Motor Cars Invitation San Francisco, Vereinigte Staaten Virginia Slims Circuit – 15.200 $ Hartplatz (Halle) – 16E | Billie Jean King                | Rosie Casals                             | 6:3, 6:4      |
| 04.01.  | British Motor Cars Invitation San Francisco, Vereinigte Staaten Virginia Slims Circuit – 15.200 $ Hartplatz (Halle) – 16E | Rosie Casals Billie Jean King   | Françoise Dürr Ann Jones                 | 6:4, 6:7, 6:1 |
| 04.01.  | New South Wales Open Sydney, Australien Non-Tour Event                                                                    | Margaret Court                  | Olga Morosowa                            | 6:2, 6:2      |
| 04.01.  | New South Wales Open Sydney, Australien Non-Tour Event                                                                    | Margaret Court Olga Morosowa    | Helen Gourlay Kerry Harris               | 6:2, 6:0      |
| 11.01.  | Billie Jean King Invitational Long Beach, Vereinigte Staaten Virginia Slims Circuit – 14.000 $ Hartplatz (Halle) – 16E/8D | Billie Jean King                | Rosie Casals                             | 6:1, 6:2      |
| 11.01.  | Billie Jean King Invitational Long Beach, Vereinigte Staaten Virginia Slims Circuit – 14.000 $ Hartplatz (Halle) – 16E/8D | Rosie Casals Billie Jean King   | Françoise Dürr Ann Jones                 | 7:5, 6:3      |
| 18.01.  | Virginia Slims of Milwaukee Milwaukee, Vereinigte Staaten Virginia Slims Circuit – 12.500 $ Hartplatz (Halle) – 16E/8D    | Billie Jean King                | Rosie Casals                             | 6:1, 6:2      |
| 18.01.  | Virginia Slims of Milwaukee Milwaukee, Vereinigte Staaten Virginia Slims Circuit – 12.500 $ Hartplatz (Halle) – 16E/8D    | Rosie Casals Billie Jean King   | Françoise Dürr Ann Jones                 | 6:3, 1:6, 6:2 |
| 18.01.  | Western Australia Championships Perth, Australien Non-Tour Event                                                          | Margaret Court                  | Virginia Wade                            | 6:1, 6:2      |
| 18.01.  | Western Australia Championships Perth, Australien Non-Tour Event                                                          | Margaret Court Evonne Goolagong | Winnie Shaw Virginia Wade                | 6:4, 7:5      |
| 25.01.  | Virginia Slims of Oklahoma Oklahoma City, Vereinigte Staaten Virginia Slims Circuit – 12.500 $ Hartplatz (Halle) – 16E/4D | Billie Jean King                | Rosie Casals                             | 1:6, 7:6, 6:4 |
| 25.01.  | Virginia Slims of Oklahoma Oklahoma City, Vereinigte Staaten Virginia Slims Circuit – 12.500 $ Hartplatz (Halle) – 16E/4D | Rosie Casals Billie Jean King   | Mary-Ann Curtis Eisel Valerie Ziegenfuss | 6:7, 6:0, 7:5 |
| 25.01.  | Victoria Championships Melbourne, Australien Non-Tour Event                                                               | Evonne Goolagong                | Margaret Court                           | 7:6, 7:6      |

### Februar
| Datum 1 | Turnier | Siegerin                            | Finalgegnerin                   | Ergebnis      |
| ------- | --- | ----------------------------------- | ------------------------------- | ------------- |
| 01.02.  | Virginia Slims of Chattanooga Chattanooga, Vereinigte Staaten Virginia Slims Circuit – 12.700 $ Hartplatz (Halle) – 16E/8D   | Billie Jean King                    | Ann Jones                       | 6:4, 6:1      |
| 01.02.  | Virginia Slims of Chattanooga Chattanooga, Vereinigte Staaten Virginia Slims Circuit – 12.700 $ Hartplatz (Halle) – 16E/8D   | Rosie Casals Billie Jean King       | Françoise Dürr Ann Jones        | 6:4, 7:5      |
| 08.02.  | Philadelphia Indoor Championships Philadelphia, Vereinigte Staaten Virginia Slims Circuit – 12.500 $ Hartplatz (Halle) – 16E | Rosie Casals                        | Françoise Dürr                  | 6:3, 3:6, 6:2 |
| 08.02.  | Philadelphia Indoor Championships Philadelphia, Vereinigte Staaten Virginia Slims Circuit – 12.500 $ Hartplatz (Halle) – 16E | Rosie Casals Billie Jean King       |                                 |               |
| 15.02.  | Station WLOD Fort Lauderdale, Vereinigte Staaten Virginia Slims Circuit – 10.000 $ Sandplatz – 16E                           | Françoise Dürr                      | Billie Jean King                | 6:3, 3:6, 6:3 |
| 15.02.  | USSR Championships Moskau, Sowjetunion Non-Tour Event (Halle)                                                                | Olga Morosowa                       | Maria Kull                      | 6:1, 7:5      |
| 15.02.  | USSR Championships Moskau, Sowjetunion Non-Tour Event (Halle)                                                                | Eugenia Birioukova Marina Kroschina | Elena Granaturova Olga Morosowa | 7:6, 5:7, 7:5 |
| 22.02.  | US Virginia Slims National Women’s Indoor Winchester, Vereinigte Staaten Virginia Slims Circuit – 12.500 $ (Halle) – 16E     | Billie Jean King                    | Rosie Casals                    | 4:6, 6:2, 6:3 |
| 22.02.  | US Virginia Slims National Women’s Indoor Winchester, Vereinigte Staaten Virginia Slims Circuit – 12.500 $ (Halle) – 16E     | Rosie Casals Billie Jean King       | Françoise Dürr Ann Jones        | 6:4, 7:5      |

### März
| Datum 1 | Turnier | Siegerin                                 | Finalgegnerin                      | Ergebnis      |
| ------- | --- | ---------------------------------------- | ---------------------------------- | ------------- |
| 01.03.  | Benson & Hedges Open Auckland, Neuseeland Non-Tour Event                                                               | Margaret Court                           | Evonne Goolagong                   | 3:6, 7:6, 6:2 |
| 01.03.  | Benson & Hedges Open Auckland, Neuseeland Non-Tour Event                                                               | Margaret Court Evonne Goolagong          | Lesley Bowrey Winnie Shaw          | 7:6, 6:0      |
| 08.03.  | Australian Open Sydney, Australien Grand Slam Rasen – 30E/14D                                                          | Margaret Court                           | Evonne Goolagong                   | 2:6, 7:6, 7:5 |
| 08.03.  | Australian Open Sydney, Australien Grand Slam Rasen – 30E/14D                                                          | Margaret Court Evonne Goolagong          | Jill Emmerson Lesley Hunt          | 6:0, 6:0      |
| 15.03.  | Virginia Slims U.S. Indoors Detroit, Vereinigte Staaten Virginia Slims Circuit – 10.000 $ Hartplatz (Halle) – 8E       | Billie Jean King                         | Rosie Casals                       | 3:6, 6:1, 6:2 |
| 15.03.  | Virginia Slims U.S. Indoors Detroit, Vereinigte Staaten Virginia Slims Circuit – 10.000 $ Hartplatz (Halle) – 8E       | Mary-Ann Curtis Eisel Valerie Ziegenfuss | Jane Bartkowicz Judy Tegart Dalton | 2:6, 6:2, 6:3 |
| 22.03.  | Virginia Slims of New York New York City, Vereinigte Staaten Virginia Slims Circuit – 12.600 $ Hartplatz (Halle) – 20E | Rosie Casals                             | Billie Jean King                   | 6:4, 6:4      |
| 29.03.  | Caribe Hilton Invitational San Juan, Puerto Rico Virginia Slims Circuit – 10.000 $ 24E/11D                             | Ann Jones                                | Nancy Richey                       | 6:4, 6:4      |
| 29.03.  | Caribe Hilton Invitational San Juan, Puerto Rico Virginia Slims Circuit – 10.000 $ 24E/11D                             | Françoise Dürr Ann Jones                 | Karen Krantzcke Kerry Melville     | 7:6, 6:3      |
| 29.03.  | Natal Open Championships Durban, Südafrika Non-Tour Event                                                              | Margaret Court                           | Patti Hogan                        | 6:2, 6:1      |
| 29.03.  | Natal Open Championships Durban, Südafrika Non-Tour Event                                                              | Margaret Court Evonne Goolagong          | Kerry Harris Winnie Shaw           | 3:6, 6:3, 6:3 |

### April
| Datum 1 | Turnier | Siegerin                        | Finalgegnerin                     | Ergebnis      |
| ------- | --- | ------------------------------- | --------------------------------- | ------------- |
| 05.04.  | Virginia Slims Masters Saint Petersburg, Vereinigte Staaten Virginia Slims Circuit – 10.000 $ Sandplatz – 16E/15Q/11D | Chris Evert                     | Julie Heldman                     | 6:1, 6:2      |
| 05.04.  | Virginia Slims Masters Saint Petersburg, Vereinigte Staaten Virginia Slims Circuit – 10.000 $ Sandplatz – 16E/15Q/11D | Françoise Dürr Ann Jones        | Judy Tegart Dalton Julie Heldman  | 7:6, 3:6, 6:3 |
| 05.04.  | Monte Carlo Open Championships Monte-Carlo, Monaco Non-Tour Event                                                     | Gail Chanfreau                  | Betty Stöve                       | 6:4, 4:6, 6:4 |
| 05.04.  | Monte Carlo Open Championships Monte-Carlo, Monaco Non-Tour Event                                                     | Katja Ebbinghaus Betty Stöve    | Lucia Bassi Lea Pericoli          | 6:4, 6:3      |
| 05.04.  | South African Open Johannesburg, Südafrika Non-Tour Event                                                             | Margaret Court                  | Evonne Goolagong                  | 6:3, 6:1      |
| 05.04.  | South African Open Johannesburg, Südafrika Non-Tour Event                                                             | Margaret Court Evonne Goolagong | Brenda Kirk Laura Rossouw         | 6:3, 6:2      |
| 12.04.  | Caesar’s Palace World Pro Las Vegas, Vereinigte Staaten Virginia Slims Circuit – 29.200 $ Hartplatz – 16E/13Q/10D     | Ann Jones                       | Billie Jean King                  | 7:5, 6:4      |
| 12.04.  | Caesar’s Palace World Pro Las Vegas, Vereinigte Staaten Virginia Slims Circuit – 29.200 $ Hartplatz – 16E/13Q/10D     | Françoise Dürr Ann Jones        | Rosie Casals Billie Jean King     | 0:6, 6:2, 6:4 |
| 12.04.  | USA National Bank Open Charlotte, Vereinigte Staaten Non-Tour Event                                                   | Chris Evert                     | Laura duPont                      | 6:2, 6:0      |
| 12.04.  | USA National Bank Open Charlotte, Vereinigte Staaten Non-Tour Event                                                   | Chris Evert Sue Stap            | Janet Newberry Eliza Pande        | 6:3, 1:6, 6:3 |
| 19.04.  | Virginia Slims of San Diego San Diego, Vereinigte Staaten Virginia Slims Circuit – 12.400 $ Hartplatz – 16E/4D        | Billie Jean King                | Rosie Casals                      | 3:6, 7:5, 6:1 |
| 19.04.  | Virginia Slims of San Diego San Diego, Vereinigte Staaten Virginia Slims Circuit – 12.400 $ Hartplatz – 16E/4D        | Rosie Casals Billie Jean King   | Judy Tegart Dalton Françoise Dürr | 6:7, 6:2, 6:3 |
| 19.04.  | Catania Open Grand Prix Catania, Italien Non-Tour Event                                                               | Virginia Wade                   | Gail Chanfreau                    | 6:0, 6:3      |
| 19.04.  | Catania Open Grand Prix Catania, Italien Non-Tour Event                                                               | Pam Teeguarden Virginia Wade    | Gail Chanfreau Helga Schultze     | 6:4, 6:4      |
| 26.04.  | Rothmans Sutton Sutton, Großbritannien Non-Tour Event                                                                 | Evonne Goolagong                | Joyce Williams                    | 7:5, 2:6, 6:3 |
| 26.04.  | Rothmans Sutton Sutton, Großbritannien Non-Tour Event                                                                 | Evonne Goolagong Joyce Williams | Shirley Brasher Margaret Cooper   | 6:4, 6:3      |
| 26.04.  | River Plate Championships Buenos Aires, Argentinien Non-Tour Event                                                    | Olga Morosowa                   | Anna-Maria Nasuelli               | 6:3, 6:4      |
| 26.04.  | River Plate Championships Buenos Aires, Argentinien Non-Tour Event                                                    | Olga Morosowa Betty Stöve       | Beatriz Araújo Ines Roget         | 7:5, 6:1      |

### Mai
| Datum 1 | Turnier | Sieger(in)                           | Finalgegner(in)                 | Ergebnis      |
| ------- | --- | ------------------------------------ | ------------------------------- | ------------- |
| 03.05.  | Italian Open Rom, Italien Non-Tour Event                                                                       | Virginia Wade                        | Helga Masthoff                  | 6:4, 6:4      |
| 03.05.  | Italian Open Rom, Italien Non-Tour Event                                                                       | Helga Masthoff Virginia Wade         | Lesley Bowrey Helen Gourlay     | 5:7, 6:2, 6:2 |
| 03.05.  | Tulsa Clay Courts Tulsa, Vereinigte Staaten Non-Tour Event                                                     | Chris Evert                          | Mary-Ann Curtis Eisel           | 6:0, 6:3      |
| 03.05.  | Tulsa Clay Courts Tulsa, Vereinigte Staaten Non-Tour Event                                                     | Mary-Ann Curtis Eisel Karin Benson   | Chris Evert Jeanne Evert        | 2:6, 7:5, 7:5 |
| 10.05.  | London Hardcourt Championships London, Großbritannien ILTF Pepsi Grand Prix                                    | Margaret Court                       | Françoise Dürr                  | 6:0, 6:3      |
| 10.05.  | London Hardcourt Championships London, Großbritannien ILTF Pepsi Grand Prix                                    | Rosie Casals Billie Jean King        | Margaret Court Evonne Goolagong | 6:1, 6:4      |
| 17.05.  | Rothmans Hardcourt Championships Bournemouth, Großbritannien ILTF Pepsi Grand Prix                             | Margaret Court                       | Françoise Dürr                  | 7:5, 6:1      |
| 17.05.  | Rothmans Hardcourt Championships Bournemouth, Großbritannien ILTF Pepsi Grand Prix                             | Mary-Ann Curtis Eisel Françoise Dürr | Margaret Court Evonne Goolagong | 6:3, 5:7, 6:4 |
| 17.05.  | Internationale Tennismeisterschaften von Deutschland Hamburg, Bundesrepublik Deutschland ILTF Pepsi Grand Prix | Billie Jean King                     | Helga Masthoff                  | 6:3, 6:2      |
| 17.05.  | Internationale Tennismeisterschaften von Deutschland Hamburg, Bundesrepublik Deutschland ILTF Pepsi Grand Prix | Rosie Casals Billie Jean King        | Helga Masthoff Heide Orth       | 6:2, 6:1      |
| 24.05.  | French Open Paris, Frankreich Grand Slam Sandplatz (Rot) – 64E/44Q/32D/34M                                     | Evonne Goolagong                     | Helen Gourlay                   | 6:3, 7:5      |
| 24.05.  | French Open Paris, Frankreich Grand Slam Sandplatz (Rot) – 64E/44Q/32D/34M                                     | Gail Chanfreau Francoise Dürr        | Helen Gourlay Kerry Harris      | 6:4, 6:1      |
| 24.05.  | French Open Paris, Frankreich Grand Slam Sandplatz (Rot) – 64E/44Q/32D/34M                                     | Francoise Dürr Jean-Claude Barclay   | Winnie Shaw Tomas Lejus         | 6:2, 6:4      |

### Juni
| Datum 1 | Turnier                                                                          | Sieger(in)                     | Finalgegner(in)                          | Ergebnis        |
| ------- | -------------------------------------------------------------------------------- | ------------------------------ | ---------------------------------------- | --------------- |
| 07.06.  | Players Nottingham Nottingham, Großbritannien Non-Tour Event                     | Julie Heldman                  | Barbara Hawcroft                         | 6:4, 7:9, 6:3   |
| 07.06.  | Players Nottingham Nottingham, Großbritannien Non-Tour Event                     | Françoise Dürr Julie Heldman   | Ana Maria Pinto-Bravo Raquel Giscafré    | 6:0, 6:3        |
| 07.06.  | Kent Championships Beckenham, Großbritannien Non-Tour Event                      | Kerry Melville                 | Kristy Pigeon                            | 6:0, 3:6, 9:7   |
| 07.06.  | Kent Championships Beckenham, Großbritannien Non-Tour Event                      | Christine Truman Nell Truman   | Olga Morosowa Zaiga Jansone              | 6:3, 9:7        |
| 14.06.  | Rothmans Grass Court Championships London, Großbritannien ILTF Pepsi Grand Prix  | Margaret Court                 | Billie Jean King                         | 6:3, 3:6, 6:3   |
| 14.06.  | Rothmans Grass Court Championships London, Großbritannien ILTF Pepsi Grand Prix  | Rosie Casals Billie Jean King  | Mary-Ann Curtis Eisel Valerie Ziegenfuss | 6:2, 8:6        |
| 21.06.  | Wimbledon Championships Wimbledon, Großbritannien Grand Slam Rasen – 96E/48D/80M | Evonne Goolagong               | Margaret Court                           | 6:4, 6:1        |
| 21.06.  | Wimbledon Championships Wimbledon, Großbritannien Grand Slam Rasen – 96E/48D/80M | Rosie Casals Billie Jean King  | Margaret Court Evonne Goolagong          | 6:3, 6:2        |
| 21.06.  | Wimbledon Championships Wimbledon, Großbritannien Grand Slam Rasen – 96E/48D/80M | Billie Jean King Owen Davidson | Margaret Court Marty Riessen             | 3:6, 6:2, 15:13 |

### Juli
| Datum 1 | Turnier                                                                        | Siegerin                            | Finalgegnerin                     | Ergebnis      |
| ------- | ------------------------------------------------------------------------------ | ----------------------------------- | --------------------------------- | ------------- |
| 05.07.  | Swedish Open 1971 Båstad, Schweden ILTF Pepsi Grand Prix                       | Helga Masthoff                      | Ingrid Bentzer                    | 4:6, 6:1, 6:3 |
| 05.07.  | Swedish Open 1971 Båstad, Schweden ILTF Pepsi Grand Prix                       | Helga Masthoff Heide Orth           | Ana Maria Pinto-Bravo Linda Tuero | 6:2, 6:1      |
| 05.07.  | Green Shield Welsh Open Newport (Gwent), Großbritannien ILTF Pepsi Grand Prix  | Virginia Wade                       | Judy Tegart Dalton                | 6:3, 6:4      |
| 05.07.  | Green Shield Welsh Open Newport (Gwent), Großbritannien ILTF Pepsi Grand Prix  | Helen Gourlay Kerry Harris          | Gail Chanfreau Winnie Shaw        | 6:3, 8:6      |
| 05.07.  | Swiss Open Championships Gstaad, Schweiz ILTF Pepsi Grand Prix                 | Françoise Dürr                      | Lesley Hunt                       | 6:3, 6:3      |
| 05.07.  | Swiss Open Championships Gstaad, Schweiz ILTF Pepsi Grand Prix                 | Brenda Kirk Laura Rossouw           | Françoise Dürr Lea Pericoli       | 8:6, 6:3      |
| 05.07.  | Carroll’s Irish Open Dublin, Irland Non-Tour Event                             | Margaret Court                      | Evonne Goolagong                  | 6:3, 2:6, 6:3 |
| 05.07.  | Carroll’s Irish Open Dublin, Irland Non-Tour Event                             | Lesley Bowrey Betty Stöve           | Margaret Court Evonne Goolagong   | 7:5, 6:1      |
| 12.07.  | Rothmans North of England Championships Hoylake, Großbritannien Non-Tour Event | Billie Jean King                    | Rosie Casals                      | 6:3, 6:3      |
| 12.07.  | Rothmans North of England Championships Hoylake, Großbritannien Non-Tour Event | Rosie Casals Billie Jean King       | Margaret Court Evonne Goolagong   | kampflos      |
| 19.07.  | Green Shield Midland Championships Leisester, Großbritannien Non-Tour Event    | Evonne Goolagong                    | Patti Hogan                       | 6:2, 6:4      |
| 19.07.  | Green Shield Midland Championships Leisester, Großbritannien Non-Tour Event    | Judy Tegart Dalton Evonne Goolagong | Barbara Hawcroft Patti Hogan      | 8:6, 6:4      |
| 19.07.  | Austrian Open Kitzbühel, Österreich Non-Tour Event                             | Billie Jean King                    | Laura Rossouw                     | 6:2, 4:6, 7:5 |
| 19.07.  | Austrian Open Kitzbühel, Österreich Non-Tour Event                             | Rosie Casals Billie Jean King       | Helga Masthoff Heide Orth         | 6:2, 6:4      |
| 26.07.  | Ford Capri Women’s Tournament Venedig, Italien Non-Tour Event                  | Helga Masthoff                      | Rosie Casals                      | 3:6, 6:4, 6:3 |
| 26.07.  | Ford Capri Women’s Tournament Venedig, Italien Non-Tour Event                  | Rosie Casals Judy Tegart Dalton     | Gail Chanfreau Françoise Dürr     | 3:6, 6:4, 6:4 |
| 26.07.  | Dutch Open Championships Hilversum, Niederlande Non-Tour Event                 | Evonne Goolagong                    | Christina Sandberg                | 8:6, 6:3      |
| 26.07.  | Dutch Open Championships Hilversum, Niederlande Non-Tour Event                 | Christina Sandberg Betty Stöve      | Katja Ebbinghaus Trudy Waldhof    | 6:1, 6:2      |

### August
| Datum 1 | Turnier                                                                                    | Sieger(in)                          | Finalgegner(in)                   | Ergebnis      |
| ------- | ------------------------------------------------------------------------------------------ | ----------------------------------- | --------------------------------- | ------------- |
| 02.08.  | Virginia Slims International Houston, Vereinigte Staaten Virginia Slims Circuit – 40.000 $ | Billie Jean King                    | Kerry Melville                    | 6:4, 4:6, 6:1 |
| 02.08.  | Virginia Slims International Houston, Vereinigte Staaten Virginia Slims Circuit – 40.000 $ | Rosie Casals Billie Jean King       | Françoise Dürr Judy Tegart Dalton | 6:3, 1:6, 6:2 |
| 02.08.  | Western Open Championships Cincinnati, Vereinigte Staaten ILTF Pepsi Grand Prix            | Virginia Wade                       | Linda Tuero                       | 6:3, 6:3      |
| 02.08.  | Western Open Championships Cincinnati, Vereinigte Staaten ILTF Pepsi Grand Prix            | Helen Gourlay Kerry Harris          | Gail Chanfreau Winnie Shaw        | 6:4, 6:4      |
| 09.08.  | U.S. Clay Court Championships Indianapolis, Vereinigte Staaten ILTF Pepsi Grand Prix       | Billie Jean King                    | Linda Tuero                       | 6:4, 7:5      |
| 09.08.  | U.S. Clay Court Championships Indianapolis, Vereinigte Staaten ILTF Pepsi Grand Prix       | Judy Tegart Dalton Billie Jean King | Julie Heldman Linda Tuero         | 6:1, 6:2      |
| 09.08.  | Rothmans Canadian Open Toronto, Kanada ILTF Pepsi Grand Prix                               | Françoise Dürr                      | Evonne Goolagong                  | 6:4, 6:2      |
| 09.08.  | Rothmans Canadian Open Toronto, Kanada ILTF Pepsi Grand Prix                               | Rosie Casals Françoise Dürr         | Lesley Bowrey Evonne Goolagong    | 6:3, 6:2      |
| 16.08.  | Virginia Slims Clay Courts Chicago, Vereinigte Staaten Virginia Slims Circuit – 20.000 $   | Françoise Dürr                      | Billie Jean King                  | 6:4, 6:2      |
| 16.08.  | Virginia Slims Clay Courts Chicago, Vereinigte Staaten Virginia Slims Circuit – 20.000 $   | Françoise Dürr Judy Tegart Dalton   | Rosie Casals Billie Jean King     | 6:4, 7:6      |
| 16.08.  | Pennsylvania Championships Merion, Vereinigte Staaten ILTF Pepsi Grand Prix                | Eliza Pande                         | Lesley Bowrey                     | 0:6, 6:2, 6:3 |
| 16.08.  | Pennsylvania Championships Merion, Vereinigte Staaten ILTF Pepsi Grand Prix                | Lesley Bowrey Helen Gourlay         | Laura duPong Marjory Gengler      | 5:7, 6:1, 6:1 |
| 23.08.  | Virginia Slims of Newport Newport, Vereinigte Staaten Virginia Slims Circuit – 20.000 $    | Kerry Melville                      | Françoise Dürr                    | 6:3, 6:7, 7:6 |
| 23.08.  | Virginia Slims of Newport Newport, Vereinigte Staaten Virginia Slims Circuit – 20.000 $    | Françoise Dürr Judy Tegart Dalton   | Kerry Harris Kerry Melville       | 6:2, 6:1      |
| 23.08.  | Eastern Grasscourt Championships Orange, Vereinigte Staaten ILTF Pepsi Grand Prix          | Chris Evert                         | Helen Gourlay                     | 6:4, 6:0      |
| 23.08.  | Eastern Grasscourt Championships Orange, Vereinigte Staaten ILTF Pepsi Grand Prix          | gestrichen                          |                                   |               |
| 30.08.  | US Open Forest Hills, Vereinigte Staaten Grand Slam – 80.000 $ Rasen – 64E/32D/47M         | Billie Jean King                    | Rosie Casals                      | 6:4, 7:6      |
| 30.08.  | US Open Forest Hills, Vereinigte Staaten Grand Slam – 80.000 $ Rasen – 64E/32D/47M         | Rosie Casals Judy Tegart            | Gail Chanfreau Françoise Dürr     | 6:3, 6:3      |
| 30.08.  | US Open Forest Hills, Vereinigte Staaten Grand Slam – 80.000 $ Rasen – 64E/32D/47M         | Billie Jean King Owen Davidson      | Betty Stöve Bob Maud              | 6:3, 7:5      |

### September
| Datum 1 | Turnier                                                                                          | Siegerin                            | Finalgegnerin                     | Ergebnis           |
| ------- | ------------------------------------------------------------------------------------------------ | ----------------------------------- | --------------------------------- | ------------------ |
| 13.09.  | Virginia Slims of Louisville Louisville, Vereinigte Staaten Virginia Slims Circuit – 20.000 $    | Billie Jean King                    | Rosie Casals                      | 6:1, 4:6, 6:3      |
| 13.09.  | Virginia Slims of Louisville Louisville, Vereinigte Staaten Virginia Slims Circuit – 20.000 $    | Françoise Dürr Judy Tegart Dalton   | Kerry Melville Betty Stöve        | 2:6, 6:4, 6:3      |
| 20.09.  | Pacific Southwest Championships Los Angeles, Vereinigte Staaten ILTF Pepsi Grand Prix            | Billie Jean King gegen Rosie Casals | 6:6 double default                | 6:6 double default |
| 20.09.  | Pacific Southwest Championships Los Angeles, Vereinigte Staaten ILTF Pepsi Grand Prix            | Rosie Casals Billie Jean King       | Judy Tegart Dalton Françoise Dürr | 6:3, 6:2           |
| 27.09.  | Virginia Slims Thunderbird Classic Phoenix, Vereinigte Staaten Virginia Slims Circuit – 20.000 $ | Billie Jean King                    | Rosie Casals                      | 7:5, 6:1           |
| 27.09.  | Virginia Slims Thunderbird Classic Phoenix, Vereinigte Staaten Virginia Slims Circuit – 20.000 $ | Billie Jean King Rosie Casals       | Françoise Dürr Judy Tegart Dalton | 6:3, 6:2           |

### Oktober
| Datum 1 | Turnier                                                                       | Siegerin                       | Finalgegnerin                  | Ergebnis      |
| ------- | ----------------------------------------------------------------------------- | ------------------------------ | ------------------------------ | ------------- |
| 11.10.  | Dewar Cup Edinburgh Edinburgh, Großbritannien Non-Tour Event                  | Evonne Goolagong               | Françoise Dürr                 | 6:0, 6:3      |
| 11.10.  | Dewar Cup Edinburgh Edinburgh, Großbritannien Non-Tour Event                  | Evonne Goolagong Julie Heldman | Patti Hogan Nell Truman        | 6:3, 6:0      |
| 18.10.  | Dewar Cup Billingham Billingham, Großbritannien Non-Tour Event                | Virgina Wade                   | Julie Heldman                  | 4:6, 7:5, 6:3 |
| 18.10.  | Dewar Cup Billingham Billingham, Großbritannien Non-Tour Event                | Françoise Dürr Virgina Wade    | Evonne Goolagong Julie Heldman | 6:3, 4:6, 6:2 |
| 25.10.  | Embassy Indoor GBR Championships London, Großbritannien ILTF Pepsi Grand Prix | Billie Jean King               | Françoise Dürr                 | 6:1, 5:7, 7:5 |
| 25.10.  | Embassy Indoor GBR Championships London, Großbritannien ILTF Pepsi Grand Prix | Françoise Dürr Virginia Wade   | Evonne Goolagong Julie Heldman | 3:6, 7:5, 6:3 |

### November
| Datum 1 | Turnier                                                            | Siegerin                       | Finalgegnerin                  | Ergebnis |
| ------- | ------------------------------------------------------------------ | ------------------------------ | ------------------------------ | -------- |
| 01.11.  | Dewar Cup Aberavon Aberavon, Großbritannien Non-Tour Event         | Virginia Wade                  | Evonne Goolagong               | 7:6, 6:3 |
| 01.11.  | Dewar Cup Aberavon Aberavon, Großbritannien Non-Tour Event         | Françoise Dürr Virginia Wade   | Evonne Goolagong Julie Heldman | 7:5, 6:4 |
| 08.11.  | Dewar Cup Torquay Torquay, Großbritannien Non-Tour Event           | Evonne Goolagong               | Françoise Dürr                 | 6:1, 6:0 |
| 08.11.  | Dewar Cup Torquay Torquay, Großbritannien Non-Tour Event           | Evonne Goolagong Julie Heldman | Françoise Dürr Virginia Wade   | 7:6, 6:4 |
| 15.11.  | Dewar Cup Championships London, Großbritannien Non-Tour Event      | Virginia Wade                  | Julie Heldman                  | 6:1, 6:3 |
| 15.11.  | Dewar Cup Championships London, Großbritannien Non-Tour Event      | Evonne Goolagong Julie Heldman | Françoise Dürr Virginia Wade   | 7:5, 6:4 |
| 29.11.  | Clean Air Classic New York City, Vereinigte Staaten Non-Tour Event | Virgina Wade                   | Rosie Casals                   | 6:3, 6:3 |

### Dezember
| Datum 1 | Turnier                                                               | Siegerin                      | Finalgegnerin                     | Ergebnis |
| ------- | --------------------------------------------------------------------- | ----------------------------- | --------------------------------- | -------- |
| 20.12.  | Benson & Hedges International Christchurch, Neuseeland Non-Tour Event | Françoise Dürr                | Billie Jean King                  | 6:3, 6:0 |
| 20.12.  | Benson & Hedges International Christchurch, Neuseeland Non-Tour Event | Rosie Casals Billie Jean King | Judy Tegart Dalton Françoise Dürr | 6:3, 9:8 |